# Davide Biraschi
Davide Biraschi (ur. 2 lipca 1994 w Rzymie) – włoski piłkarz występujący na pozycji obrońcy w tureckim klubie Fatih Karagümrük SK, do którego jest wypożyczony z Genoa CFC. Wychowanek Grosseto, w trakcie swojej kariery grał także w Avellino. Młodzieżowy reprezentant Włoch.